# Heinrich Dalla Rosa

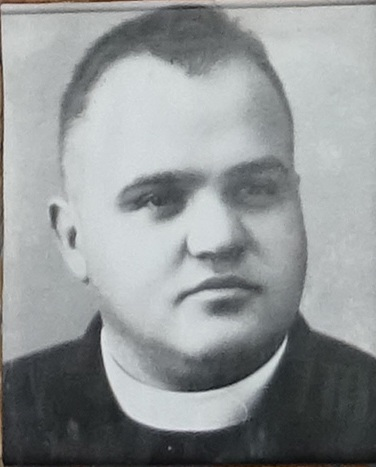
Heinrich Dalla Rosa

Heinrich Dalla Rosa, auch Dallarosa (* 16. Februar 1909 in Lana/Südtirol; † 24. Jänner 1945 in Wien), war ein katholischer Priester und NS-Gegner.

## Leben
Heinrich Dalla Rosa  übersiedelte als sechsjähriger mit seiner Familie nach Graz-Umgebung. 1930 holte er am Gymnasium Rainergasse im 5. Wiener Gemeindebezirk die Externistenmatura nach und trat ins Grazer Priesterseminar ein. Nach fünfjährigem Theologiestudium an der Universität Graz wurde er am 14. Juli 1935 im Grazer Dom zum Priester geweiht. Ab 1. November  1939 war er Pfarrer an der Pfarrkirche St. Georgen in Obdachegg. Er wurde wegen „Wehrkraftzersetzung“ denunziert und am 23. November 1944 vom 3. Senat des Volksgerichtshofs in Wien zum Tode verurteilt, im Urteil heißt es: 
„Heinrich dalla Rosa, ein Pfarrer aus der Steiermark, hat im Januar 1943 eine hochschwangere Lehrersfrau aufgefordert, sie solle ihren Mann von seiner Arbeit für die N.S.D.A.P. abbringen, da an unseren Sieg kein intelligenter Mensch mehr glaube und nach einem verlorenen Kriege gegen ihren Mann Vergeltungsmaßnahmen getroffen würden. (…) Seine Aufforderung an Hladnig, die Arbeit für die NSDAP einzustellen (…) war im hohen Maße geeignet, die Einsatzbereitschaft der Eheleute Hladnig und ihr Vertrauen in den Endsieg der deutschen Waffen zu lähmen. Diese gefährliche Wirkung seiner Reden hat er bewusst und gewollt in Kauf genommen (…) Zugleich hat er bewußt die Geschäfte der Kriegsfeinde des Reichs besorgt. Er ist somit des Verbrechens der Wehrkraftzersetzung (…) und der landesverräterischen Feindbegünstigung (…) schuldig.“
 Heinrich Dalla Rosa wurde am 24. Jänner 1945 im damaligen Landgericht Wien hingerichtet. Er wurde 1946 exhumiert, das Grab befindet sich in seiner Heimatpfarrei.
In St. Peter in Lana
erinnert seit 1986 eine Gedenktafel an Heinrich Dalla Rosa.